# Gonolobus jamaicensis
Gonolobus jamaicensis är en oleanderväxtart som beskrevs av Alfred Barton Rendle. Gonolobus jamaicensis ingår i släktet Gonolobus och familjen oleanderväxter. Inga underarter finns listade i Catalogue of Life.